# Josh Tillman
Joshua Michael Tillman (Rockville, 3 de maio de 1981), também conhecido como Father John Misty, é um cantor, compositor, musicista e produtor musical norte-americano.

## Início
Joshua Michael Tillman nasceu em Rockville, Maryland, a 3 de Maio de 1981, filho de pais cristãos evangélicos Barbara e Irvin C. Tillman, um engenheiro da Hewlett-Packard, que se conheceram num grupo de jovens cristãos. A sua mãe foi criada na Etiópia, onde os seus pais eram missionários..
O mais velho de quatro filhos, tem um irmão e duas irmãs. Antes de se estabelecer numa carreira como músico, teve brevemente ambições de se tornar pastor por causa do aspecto da performance quando tinha aproximadamente seis anos de idade. Comentou que os seus pais enfatizaram fortemente o cristianismo na sua educação, a um grau que descreveu como "culturalmente opressivo". Foi afastado dos seus pais durante muitos anos, mas eles reconciliaram-se desde então.
Depois de aprender bateria quando era jovem, Tillman aprendeu guitarra quando tinha 12 anos. Frequentou uma igreja Baptista e uma escola primária Episcopal enquanto crescia, depois uma escola diurna Pentecostal Messiânica. Disse que era ingénuo quando estava a crescer porque havia uma influência cultural secular limitada dentro de casa e não era permitida a música profana. Por volta dos 17 anos de idade, os seus pais modificaram as suas estipulações culturais; foi-lhe permitido ouvir música secular que tinha um "tema espiritual". Por esta razão, as suas primeiras aquisições incluíram álbuns como o Slow Train Coming, de Bob Dylan, pois conseguiu convencer os seus pais de que Dylan era classificado como um "artista cristão".

## Estilo Musical
O estilo musical de Tillman tem sido descrito como indie rock, indie folk, folk rock, chamber pop, soft rock, psychedelic rock, folk, e country.